# 九龍巴士45M線
九龍巴士45M線是香港一條已停駛的新界區巴士路線。

## 歷史
- 1980年2月10日：路線投入服務，來往旺角地鐵站至荔景（南），旺角總站位於亞皆老街交界。
- 1981年8月17日：路線延長為旺角地鐵站至祖堯。
- 1982年5月16日：配合荃灣綫通車，路線取消服務，以九巴46線由深水埗碼頭延長至大角咀碼頭，來回程改經敬祖路取替。

## 行車資料

### 行車路線
- 旺角地鐵站開途經：亞皆老街，荔枝角道，界限街，醫局街，荔枝角道，葵涌道，瑪嘉烈醫院，荔景山路，敬祖路

- 祖堯開途經：敬祖路，荔景山路，瑪嘉烈醫院，葵涌道，荔枝角海灘道，荔枝角道，彌敦道，旺角道，西洋菜街，亞皆老街